# Pixiv
Pixiv (яп. ピクシブ пикусибу) — японское интернет-сообщество художников. Бета-версия сайта была впервые запущена 10 сентября 2007 года Такахиро Камитани. По состоянию на апрель 2020 года сайт имеет более 50 миллионов участников, свыше 100 миллионов материалов, более 3,7 миллиарда просмотров страниц ежемесячно. Pixiv позволяет художникам выставлять свои иллюстрации и получать обратную связь с помощью комментариев пользователей и рейтинга. Работы организованы в структуре обширных тегов, которые являются основой веб-сайта.

## История
Проект стартовал как идея программиста Такахиро Камитани, который сам является художником, известным под псевдонимом Bakotsu на веб-сайте. Бета-тестирование было запущено 10 сентября 2007 года. Уже через девятнадцать дней после запуска количество пользователей превысило 10 000 человек, Камитани стало трудно поддерживать Pixiv собственноручно, поэтому 1 октября 2007 года была основана Crooc Inc. Сайт претерпел крупное обновление 18 декабря 2007 года, и он стал выглядеть так, как выглядит сейчас. 1 ноября 2008 года Crooc Inc. была переименована в Pixiv Inc.
Веб-сайт был первоначально доступен только на японском языке. Китайский был первым дополнительным языком, предложенным из-за растущей тенденции международных регистраций из Тайваня и Китая. Также становилось всё больше регистраций из Соединённых Штатов и Южной Кореи, поэтому в начале 2011 года появилась английская версия. Позже добавились корейский и тайский языки. Будут также рассмотрены некоторые европейские страны с большим числом обращений на веб-сайт, например Германия и Италия.
В настоящее время генеральным директором Pixiv Inc. является Таканори Катагири.

## Разделы сайта
Главным разделом сайта является собственно pixiv.net, в котором пользователи выкладывают свои работы, комментируют и оценивают работы других пользователей. Кроме этого есть дополнительные разделы:
- dic.pixiv.net — pixiv-энциклопедия, в которой пишутся статьи, связанные с сайтом pixiv, а также связанные с японской культурой: об аниме, манге и т.п.
- comic.pixiv.net — pixiv-комиксы, в котором можно читать электронные комиксы (мангу) бесплатно, а также выкладывается информация о новых книгах комиксов (манги).
- touch.pixiv.net — услуги связи, оптимизированные для смартфонов.